# Vlag van Costa Rica

Civiele vlag van Costa Rica (ratio 3:5)

Staatsvlag van Costa Rica (ratio 3:5)

De vlag van Costa Rica is aangenomen op 27 november 1906 en bestaat uit vijf horizontale banen in de kleuren (vanaf boven) blauw, wit, rood, wit en blauw. In de dienst- en oorlogsvlag staat het wapen van Costa Rica in een witte ovaal op de rode baan; dit ontbreekt in de civiele vlag.

## Symboliek
De drie kleuren in de vlag hebben elk symbolische betekenissen. Blauw staat voor de hemel, de kansen die verwezenlijkt kunnen worden, idealisme, volharding en religieuze en spirituele verlangens. Wit staat voor vrede, wijsheid en geluk. Rood symboliseert het bloed van de martelaren van de onafhankelijkheidsstrijd, levensvreugde en de vrijgevigheid van het volk. Oorspronkelijk verwezen de kleuren via de Franse vlag naar de idealen van de Franse Revolutie (vrijheid, gelijkheid en broederschap).
Het blauw-wit-blauw in de vlag, dus zonder de rode baan, verwijst naar de vlaggen van veel andere Amerikaanse landen, die met hun blauw-wit-blauwe vlaggen de ligging van Amerika tussen twee oceanen uitbeelden; zie onder Geschiedenis.
De vlag wordt in het Costa Ricaanse volkslied, Noble patria, tu hermosa bandera, bezongen.

## Ontwerp
De vlag heeft een hoogte-breedteverhouding van 3:5. De rode baan neemt een derde van de hoogte van de vlag in; elk van de witte en blauwe banen neemt een zesde van de hoogte in. De vijf banen verhouden zich dus tot elkaar als 1:1:2:1:1.
Het midden van het wapenschild in de staatsvlag bevindt zich op drie tiende van de hijszijde van de vlag.

## Geschiedenis

### Onafhankelijkheidsstrijd
Costa Rica nam in 1821 zijn eerste vlag in gebruik. Deze bestond uit drie horizontale banen in de kleurencombinatie blauw-geel-blauw. Het blauw staat voor de oceanen, het geel voor het 'gouden' Amerika. De vlag werd in september 1821 in gebruik genomen door tegenstanders van aansluiting bij het Eerste Mexicaanse Keizerrijk en bleef tot mei 1822 in gebruik. Tussen 10 mei en 6 juni 1823 werd deze vlag ook weer gebruikt. Op de laatstgenoemde datum werd Costa Rica onafhankelijk van het Mexicaanse Keizerrijk, waartoe het sinds 1821 officieel behoorde. Bij het verkrijgen van de onafhankelijkheid werd een nieuwe vlag aangenomen; deze toonde een rode vijfpuntige ster op een wit veld.

### Als deelstaat van de Verenigde Staten van Centraal-Amerika
Ook de vlag met de rode ster bleef niet lang in gebruik: op 4 maart 1824 werd een nieuwe vlag aangenomen, zijnde de vlag van de Verenigde Staten van Centraal-Amerika. Costa Rica maakte namelijk inmiddels deel uit van de Verenigde Staten van Centraal-Amerika. Deze vlag bestond uit drie banen in de kleurencombinatie blauw-wit-blauw met in het midden van de witte baan het zegel van de federatie.
Op 2 november werd in de onderste baan het zegel van Costa Rica geplaatst en kreeg Costa Rica dus weer een eigen vlag. Twintig dagen later werd het zegel van de Verenigde Staten van Centraal-Amerika, in de middelste baan, veranderd, omdat er een nieuwe grondwet was aangenomen en het land Federale Republiek van Centraal-Amerika was gaan heten. Deze vlag bleef tot 1840 in gebruik.

### Hernieuwde onafhankelijkheid
Ondertussen had Costa Rica zich in 1838 onafhankelijk verklaard, waardoor het zegel van de federatie vaak uit de vlag werd gelaten. In februari 1841 werden de Verenigde Staten van Centraal-Amerika officieel opgeheven, in welke periode Costa Rica dan ook erkend werd als onafhankelijke staat. Costa Rica ging toen een wit-blauw-witte vlag (horizontale banen) gebruiken, met in het midden van de blauwe baan het zegel van het land (niet in de civiele vlag). Deze vlag bleef tot 1842 in gebruik. In dat jaar werd weer een nieuwe vlag aangenomen, die het zes jaar volhield. Deze vlag had de kleurencombinatie blauw-wit-blauw met het (vernieuwde) zegel in het midden van de witte baan.
Pas op 12 november 1848 werd de kwestie definitief beslist in het voordeel van deze driekleurige variant, toen president José María Castro Madriz een rode middenstreep en een nieuw nationaal wapenschild liet toevoegen. Hij werd sterk beïnvloed door zijn vrouw, die ook een aanhanger van de Franse Revolutie was. Op een paar kleine veranderingen na, die vooral betrekking hadden op het uiterlijk van het wapen en de positie ervan, is dit tot op de dag van vandaag de geldige nationale vlag van Costa Rica gebleven. Sinds 1906 staat het wapen niet meer in het midden van de vlag, maar iets meer naar de mast toe.
De huidige vlag werd zoals vermeld in 1906 aangenomen. Op 21 oktober 1964 werd er evenwel een kleine wijziging doorgevoerd in het nationale wapen: het aantal sterren werd verhoogd van vijf naar zeven. Door deze kleine vernieuwing van het wapen werd de dienst- en oorlogsvlag ook iets gewijzigd. In 1998, kreeg het wapen zijn huidige vorm, inclusief de rokende vulkanen. Vóór deze datum kwam er geen rook uit de toppen van de drie bergen.
Costa Rica is het enige van de leden van de voormalige Verenigde Staten van Centraal-Amerika dat niet het blauw-wit-blauw uit de vlag van dat land behouden heeft.
|  |  |  |  |  |
|  |  |  |  |  |
|  |  |  |  |  |

## Verwarring

Seinvlag C

De vlag van Costa Rica moet niet verward worden met de seinvlag "C", waarvan de betekenis door de International Maritime Organization (IMO) universeel is vastgelegd.